# Nuno Tristão Futebol Clube
Nuno Tristão Futebol Clube é um clube de futebol da Guiné-Bissau, baseado na cidade-sector de Bula.
O clube foi fundado no ano de 1948 e atualmente disputa o Campeonato Nacional da Guiné-Bissau.

## História
Em 1948 foi fundada a equipa "Nuno Tristão Futebol Clube"; em 1974, em função das mudanças políticas da Guiné, mudou seu nome para "Bula Futebol Clube". Permaneceu com tal nome até 18 de dezembro de 2007, quando voltou a denominar-se Nuno Tristão.

## Palmarés
- Campeonato Nacional da Guiné-Bissau: 1

2014
- Taça Nacional da Guiné-Bissau: 1

1978–79

## Estádio
Seus jogos são disputados no Estádio José Ansumane Queta.